# Toni Angerer
Anton „Toni“ Angerer (* 1956; † 21. Mai 1975) war ein deutscher Skispringer.

## Werdegang
Angerer gewann 1971 und 1972 die Kinder-Mini-Tournee im Chiemgau. Zwei Jahre später bestritt er mit dem Neujahrsspringen der Vierschanzentournee 1973/74 in Garmisch-Partenkirchen sein erstes großes internationales Springen. Als 74. landete er dabei jedoch nur im hinteren Feld. In der Gesamtwertung belegte er dabei den 93. Platz. Bei der folgenden Vierschanzentournee 1974/75 bestritt er alle vier Springen, wobei ein 51. Platz auf der Bergiselschanze in Innsbruck sein bestes Einzelresultat war. In der Gesamtwertung belegte er Platz 53. Kurze Zeit nach der Tournee wurde er Dritter der Deutschen Meisterschaften. Im Februar reiste er nach Lahti zum Training, um sich auf der gerade umgebauten Salpausselkä-Schanze für die folgenden Lahti Ski Games vorzubereiten. Dabei stürzte er am 26. Februar 1975 in der Anlaufspur und landete unterhalb des Schanzentisches auf einer Präparationsmaschine. Dabei brach er sich die Wirbelsäule und war ab diesem Moment querschnittsgelähmt. Am 21. Mai 1975 erlag er im Alter von nur 19 Jahren im Krankenhaus seinen Verletzungen.

## Statistik

### Vierschanzentournee-Platzierungen
| Saison  | Platz | Punkte |
| ------- | ----- | ------ |
| 1973/74 | 93.   | 346,9  |
| 1974/75 | 53.   | 633,7  |